# Vanessa Tamayo
Vanessa Tamayo (anhörenⓘ; * 22. April 1987 in Minas Gerais) ist eine brasilianische Schauspielerin.

## Leben
Tamayo wurde am 22. April 1987 im brasilianischen Bundesstaat Minas Gerais geboren. Erste schauspielerische Erfahrungen sammelte sie ab Mitte der 2000er Jahre in verschiedenen brasilianischen Telenovelas. 2008 wirkte sie in 23 Episoden der Fernsehserie Valentino, el argentino mit. 2012 erhielt sie die wiederkehrende Rolle der Yusmary Siachoque in der Fernsehserie Pobres Rico und 2013 die wiederkehrende Rolle der Yuli in der Fernsehserie Comando Elite. 2016 mimte sie in sechs Episoden der Fernsehserie Sin Senos Sí Hay Paraíso die Rolle der Marisol. 
2023 spielte sie in der US-amerikanischen Tierhorrorfilmproduktion Methgator die weibliche Hauptrolle der Anna. Im selben Jahr war sie außerdem in eine der Hauptrollen als Giuliana Ochoa Ph.D. im Tierhorrorfilm Monster Grizzly zu sehen. Außerdem wirkte sie 2023 in einer kleineren Rolle im Thriller Love Kills mit.

## Filmografie (Auswahl)
- 2006; 2017: Tu voz estéreo (Fernsehserie, 2 Episoden, verschiedene Rollen)
- 2008: Los protegidos (Fernsehserie, Episode 1x01)
- 2008: Valentino, el argentino (Fernsehserie, 23 Episoden)
- 2012: Corazones Blindados (Fernsehserie, Episode 1x01)
- 2012: Pobres Rico (Fernsehserie, 6 Episoden)
- 2012; 2016: Mujeres al limite (Fernsehserie, 2 Episoden, verschiedene Rollen)
- 2013: Comando Elite (Fernsehserie, 7 Episoden)
- 2014: Out of the Dark
- 2015: Lady, La Vendedora de Rosas (Fernsehserie, 3 Episoden)
- 2016: Sin Senos Sí Hay Paraíso (Fernsehserie, 6 Episoden)
- 2018: Ingobernable (Fernsehserie, Episode 2x04)
- 2020: Actrices (Miniserie, Episode 1x04)
- 2022: Papers (Kurzfilm)
- 2022: Sup3Rn0Va (Kurzfilm)
- 2022: En Las Sombras (Kurzfilm)
- 2023: Las Chicas Calientes de Educación – F.L.O.W. Project (Kurzfilm)
- 2023: Generically Hot Girls Do Education – F.L.O.W. Project (Kurzfilm)
- 2023: Methgator
- 2023: Monster Grizzly
- 2023: Love Kills